# Тонкосемянник Петерсона
Тонкосемя́нник Петерсо́на (лат. Leptospermum petersonii) — вид цветковых растений рода Тонкосемянник (Leptospermum) семейства Миртовые (Myrtaceae).

## Ботаническое описание

### Вегетативные органы
Обильно ветвящийся кустарник или небольшое дерево высотой 4—6 м. Кора волокнистая, отслаивающаяся, у молодых ветвей опушённая. Листья на крепких черешках, 2—4 см длиной и 2—5 мм шириной, обычно неопушённые. Листовая пластинка ланцетная или узко-эллиптическая, плоская или чуть загнутая назад. Край листа гладкий. При растирании листья испускают лимонный аромат.

### Генеративные органы
Цветки, как правило, одиночные, двуполые, радиально-симметричные, с двойным околоцветником, диаметром 1—1,5 см. Чашечка почти безволосая, 3—4 мм длиной, есть гипантий. Чашелистики 1,5—2,5 мм длиной, обычно неопушённые. Белые лепестки 5—6 мм длиной. Многочисленные тычинки по 2,5—3,5 мм длиной. Пять плодолистиков срастаются в пятигнёздную завязь.
Цветение с конца июля по октябрь.
Плод — деревянистая коробочка около 6 мм в диаметре.

## Распространение и местообитание
Тонкосемянник Петерсона произрастает во влажных склерофильных или дождевых лесах Австралии, в штатах Квинсленд и Новый Южный Уэльс. Этот вид также был интродуцирован, например, на Гавайях. Лучше всего растёт на песчаных или каменистых почвах. Выращивается на плантациях в Кении, Заире, Южной Африке, Гватемале и Австралии.

## Экология
На этом растении живут и питаются листьями гусеницы некоторых бабочек.

## Хозяйственное значение и применение
Листья содержат нераль, цитронеллаль и гераниаль, а потому их заваривают вместе с чаем для придания напитку лимонного вкуса. Масла, получаемые из листьев, обладают бактерицидным эффектом.
Популярным декоративным растением его делает его аромат, а также привлекательность внешнего вида. Это быстрорастущее растение, но с помощью обрезки его можно содержать как кустарник. Именно благодаря тому, что он переносит частую обрезку, тонкосемянник Петерсона выращивают как ветролом, в живых изгородях, а также для получения эфирных масел.